# Melillai repülőtér
A Melillai repülőtér (IATA: MLN, ICAO: GEML) Spanyolország egyik belföldi repülőtere, amely Melilla közelében található. Éves utasforgalma 507 957 fő (2024).

## Futópályák
A repülőtér futópályái:
- 15/33 (1433 m, 45 m, aszfalt)

## Forgalom
Az utasforgalom az elmúlt években az alábbi módon változott:
| Utasok száma | 263 751 | 223 437 | 271 589 | 314 643 | 286 701 | 289 551 | 330 116 | 434 660 | 332 446 | 507 957 |
|              | 2000    | 2003    | 2005    | 2008    | 2011    | 2013    | 2016    | 2019    | 2021    | 2024    |

|  |

| Év   | Utasok száma | Mozgások | Teher (tonna) |
| ---- | ------------ | -------- | ------------- |
| 2000 | 263.751      | 8.916    | 650           |
| 2001 | 229.806      | 8.707    | 587           |
| 2002 | 211.966      | 8.013    | 546           |
| 2003 | 223.437      | 9.017    | 479           |
| 2004 | 245.102      | 9.098    | 387           |
| 2005 | 271.589      | 9.296    | 323           |
| 2006 | 313.543      | 10.696   | 431           |
| 2007 | 339.244      | 11.146   | 434           |
| 2008 | 314.643      | 10.959   | 386           |
| 2009 | 293.695      | 9.245    | 350           |
| 2010 | 292.608      | 8.935    | 340           |
| 2011 | 286.701      | 9.119    | 265           |
| 2012 | 315.850      | 9.922    | 235           |
| 2013 | 289.551      | 7.893    | 164           |
| 2014 | 319.603      | 8.873    | 136           |
| 2015 | 317.806      | 8.409    | 136           |
| 2016 | 330.116      | 8.535    | 141           |
| 2017 | 324.366      | 7.956    | 134           |
| 2018 | 348.121      | 8.085    | 127           |
| 2019 | 434.660      | 9.768    | 134           |
| 2020 | 195.636      | 5.158    | 32            |
| 2021 | 332.446      | 7.828    | 9             |
| 2022 | 447.450      | 9.772    | 22            |

## Légitársaságok és úticélok
| Légitársaság    | Célállomások                                                                                     |
| --------------- | ------------------------------------------------------------------------------------------------ |
| Air Europa      | Málaga                                                                                           |
| Hélity          | Ceuta                                                                                            |
| Iberia Regional | Almería, Barcelona, Granada, Madrid, Málaga, Seville Szezonális: Gran Canaria, Palma de Mallorca |